# Gordana Marta Matunci

Gordana Marta Matunci (Gornji Miklouš, 15. veljače 1943.) - hrvatska etnologinja, prosvjetna i kulturna djelatnica, sakupljačica narodnog blaga
Rođena je u Gornjem Mikloušu 15. veljače 1943. godine. Otac joj je porijeklom iz Gračaca u Liki, a majka iz BIH. Potječe iz obitelji prosvjetnih djelatnika. Otac joj je nestao 1945. godine. Pohađala je Gimnaziju Bjelovar od 1957. do 1961. godine. Na Pedagoškoj akademiji u Zagrebu diplomirala je povijest i zemljopis, a razrednu nastavu u Čakovcu.
Punih 35 godina, Gordana Marta Matunci radila je kao učiteljica u Zrinskom Topolovcu, Velikom Trojstvu i Bjelovaru. Zajedno sa svojim pokojnim suprugom Jurajem, aktivno je radila na očuvanju bilogorske baštine i kulture. Zajedno su napisali veći broj knjiga, odradili više od 400 radio emisija, a sakupili su i veliku zbirku tekstila (narodnih nošnji), glazbala i dr.
Živjela je i radila deset godina u Zrinskom Topolovcu od 1961. godine, odmah nakon udaje za supruga s kojim je imala troje djece. Kasnije je živjela u Velikom Trojstvu pa u Bjelovaru. Bavi se folklorom od 1973. godine. Vodila je KUD Veliko Trojstvo 36 godina, nakon čega ju je naslijedila kćer Karmela. Poučavala je i članove KUD-a "Bilogora" Kapela plesovima i napjevima bilogorskog kraja od 1989. godine. Napisala je scenarij za scenski prikaz legende „Babotučka vojna“. Radi se o legendi koja potječe iz Zrinskog Topolovca inspiriranoj likovima i predajama Bilogore, koje je ona čula 1960-ih kada je tamo radila kao učiteljica. „Babotučka vojna“ dobila je nagradu „Suncokret ruralnog turizma RH” u kategoriji ruralnih projekata 2022. godine.
Njena prva knjiga bila je "Narodna nošnja Bilogore : priručnik za rekonstrukciju nošnje" iz 1988. godine, koju je napisala na nagovor bjelovarskog etnologa Vladimira Salopeka kao dio edicije „Narodne nošnje Jugoslavije”. Dugi niz godina pisala je članke za „Hrvatski kajkavski kolendar” u izdanju Matice hrvatske Čakovec.